# Ясинки
Ясинки (укр. Ясінки) — село в Пядикской сельской общине Коломыйского района Ивано-Франковской области Украины.
Население по переписи 2001 года составляло 182 человека. Занимает площадь 3,52 км². Почтовый индекс — 78253. Телефонный код — 03433.